# Robert Enke
Robert Enke (24 tháng 8 năm 1977 – 10 tháng 11 năm 2009) là  một cố thủ môn bóng đá người Đức. Anh đáng chú ý khi có thời gian khoác áo hai câu lạc bộ danh tiếng là Benfica và Barcelona nhưng anh có khoảng thời gian thi đấu nhiều nhất trong sự nghiệp cho câu lạc bộ quê hương thi đấu tại Bundesliga là Hannover 96.
Trong sự nghiệp thi đấu của mình, anh cùng với đội tuyển quốc gia có tổng cộng 8 danh hiệu quốc tế, bắt đầu từ Cúp Liên đoàn các châu lục 1999 cho đến khi anh qua đời vào năm 2009, và là một phần của đội tuyển quốc gia tham dự EURO 2008.
Tối ngày 10 tháng 11 năm 2009, Enke đã tự sát. Vào thời điểm đó, anh đang là ứng cử viên hàng đầu cho vị trí thủ môn của đội tuyển quốc gia tham dự FIFA World Cup 2010 tổ chức tại Nam Phi.

## Sự nghiệp

### Cuộc sống ban đầu
Enke sinh ngày 24 tháng 8 năm 1977 tại Jena. Anh là con út trong gia đình có ba anh em. Bố của anh Dirk Enke, là một nhà tâm lý học thể thao, và mẹ là Gisela Enke. Anh bắt đầu chơi bóng đá từ khi còn nhỏ, ban đầu chơi ở vị trí tiền đạo, trước khi chuyển sang thủ môn, nơi anh thể hiện được tài năng. Anh gia nhập đội bóng quê hương Carl Zeiss Jena năm 1985, sau khi có màn trình diễn ấn tượng trong màu áo đội bóng SV Jenapharm.
Năm 1993, anh đã được thi đấu cho Đội tuyển bóng đá trẻ quốc gia Đức lứa tuổi dưới 15 trong trận gặp Đội tuyển trẻ của Anh tại Wembley. Trận đấu kết thúc với tỉ số 0-0 và Enke nhận được nhiều lời khen ngợi bởi những pha cứu thua vô cùng xuất sắc. Ở tuổi 17, anh đã ký hợp đồng chuyên nghiệp với câu lạc bộ Carl Zeiss Jena.

## Sự nghiệp ban đầu
Anh được thi đấu trong đội hình chính của Carl Zeiss Jena trong mùa giải 1995–96,. Trận ra mắt vào ngày 11 tháng 11 năm 1995 khi Jena đối đầu với Hannover 96. Enke được huấn luyện viên Eberhard Vogel trao cơ hội khi Jena thất bại hai trận liên tiếp trước Duisburg và Bochum. Enke chơi ba trận trong tháng 11 năm 1995, nhưng Mario Neumann đã lấy lại phong độ và trở thành thủ môn chính cho đội bóng, và Enke đã không được xuất hiện một lần nào nữa trong mùa giải đó.
Bước ngoặt diễn ra khi Borussia Mönchengladbach ký hợp đồng với anh vào mùa hè năm 1996. Hai mùa giải đầu tiên, anh thi đấu cho đội hình trẻ của câu lạc bộ thi đấu ở các giải đấu thấp hơn cùng với việc thi đấu trong màu áo U21 Đức. Tại câu lạc bộ, anh trau dồi và học hỏi kinh nghiệm thi đấu từ thủ môn Uwe Kamps.
Mùa giải 1998–99, Enke đã có cơ hội thi đấu khi Uwe Kamps bị trấn thương gót chân và huấn luyện viên Friedel Rausch đã trao cơ hội cho anh. Trận đấu đầu tiên của Enke tại Bundesliga diễn ra vào ngày 15 tháng 8 năm 1998 trong chiến thắng 3–0 trước Schalke 04 đưa họ lên vị trí đầu bảng. Tuy nhiên, vị trí đầu bảng này không được lâu. Mặc dù rất cố gắng nhưng anh đã để lọt lưới 15 lần trong vòng một tuần. Câu lạc bộ rơi xuống nửa cuối bảng xếp hạng và nằm ở cuối bảng xếp hạng vào tháng 10. Huấn luyện viên Rainer Bonhof được bổ nhiểm dẫn dắt câu lạc bộ từ tháng 11.

## Thi đấu tại nước ngoài
Tháng 6 năm 1999, anh ký hợp đồng 3 năm để chuyển tới thi đấu cho Benfica ở Bồ Đào Nha, và là một trong bốn thủ thành của đội bóng. Cũng trong thời gian này, anh bị mắc bệnh trầm cảm. Câu lạc bộ được dẫn dắt bởi huấn luyện viên đồng hương với Enke, Jupp Heynckes, người nhanh chóng trao băng đội trưởng cho anh. Thời gian của anh ở Bồ Đào Nha là một cơn khủng hoảng của Benfica, khi câu lạc bộ thay đổi huấn luyện viến đến ba lần trong ba mùa giải và kết thúc ở vị trí thứ 6 trên bảng xếp hạng, vị trí thấp nhất của Benfica từ trước đến giờ. Thành tích tệ hại được cho là bởi những khó khăn về tài chính khiến tiền lương của các cầu thủ bị chậm.
Bất chấp những vấn đề liên quan đến đội bóng, màn trình diễn của Enke được các cổ động viên rất phấn khích, và anh đã được nhiều câu lạc bộ lớn quan tâm, trong đó có Arsenal, Atlético Madrid và cả Manchester United. Sau khi không đạt được thỏa thuận về việc gia hạn hợp đồng với Benfica, anh chuyển đến thi đấu cho gã khổng lồ của Tây Ban Nha là Barcelona theo dạng chuyển nhượng tự do vào tháng 6 năm 2002 với một bản hợp đồng có thời hạn ba năm, và có lẽ đó là sai lầm lớn nhất trong sự nghiệp của anh.
Cuộc sống ở Camp Nou quá khó khăn cho Enke, anh chỉ là sự lựa chọn thứ ba sau Víctor Valdés và Roberto Bonano. Trận đấu đầu tiên của anh thi đấu cho Barca là tại vòng loại thứ ba Cúp Nhà vua Tây Ban Nha vào ngày 11 tháng 9 năm 2002 khi tiếp đón Novelda. Tuy nhiên, sai lầm của anh đã khiến đội bóng bị thất bại, hậu vệ Frank de Boer đã chỉ trích Enke và cả cổ động viện cũng không đứng về phía anh. Enke tận hưởng hương vị thi đấu tại La Liga chỉ gói gọn trong 20 phút ra sân trong trận hòa 2-2 với Osasuna vào ngày 2 tháng 3 năm 2003. Enke cũng đã có hai lần ra sân tại UEFA Champions League, tại vòng bảng trước Club Brugge và Galatasaray.
Mùa giải tiếp theo khi Frank Rijkaard thay thế Louis van Gaal làm huấn luyện viên trưởng, Enke được cho câu lạc bộ Fenerbahçe của Thổ Nhĩ Kỳ mượn, lúc đó được dẫn dắt bởi huấn luyện viên người Đức Christoph Daum như là một thỏa thuận để Barca mua thủ môn Rüştü Reçber. Tuy nhiên, sự nghiệp của anh tiếp tục xuống dốc khi tại đó anh chỉ chơi duy nhất một trận, và đó lại là trận thua 0-3 trước İstanbulspor vào ngày 10 tháng 8 năm 2003. Cổ động viên đã ném pháo sáng, chai lọ, la ó, chỉ trích Enke. Áp lực đã khiến Enke buộc phải rời câu lạc bộ ngay lập tức và trở về Tây Ban Nha. Chính tại thời điểm đó Enke đã phải chịu đựng nỗi đau lớn đầu tiên của mình, khiến anh gần như hoàn toàn phải rời bỏ bóng đá.
Sau bốn tháng kể từ khi trở lại Barcelona, Enke tiếp tục được cho Tenerife mượn, lúc đó đang thi đấu tại giải Segunda División của Tây Ban Nha từ tháng 1 năm 2004 cho đến hết mùa. Ở đây, anh đã có màn trình diễn mạnh mẽ và giành được sự ca ngợi từ các cổ động viên và các câu lạc bộ khác. Mặc dù vậy, anh vẫn quyết định rời Tenerife để trở về quê hương gia nhập Hannover 96 tại Bundesliga.

### Trở về quê hương
Sau khi rời Tenerife, vào tháng 7 năm 2004, Enke trở về quê hương để gia nhập Hannover 96 lúc đó đang thi đấu tại Bundesliga theo dạng chuyển nhượng tự do với một hợp đồng hai năm. Sự nghiệp của anh đã đạt được thành công lớn nhất và ổn định, khi anh trở thành sự lựa chọn số một của câu lạc bộ và được bình chọn là thủ môn xuất sắc nhất giải bởi các chuyên gia của tạp chí Kicker. Enke được nhiều câu lạc bộ liên hệ, đặc biệt nhất là VfB Stuttgart. Tuy nhiên, vào tháng 12 năm 2006, anh kết thúc suy đoán này khi ký hợp đồng gia hạn với Hannover 96 cho đến cuối mùa giải 2009-10. Enke được các đồng đội bầu làm đội trưởng trong mùa giải 2007–08, vai trò mà anh sẽ đảm đương cho đến hết phần còn lại của sự nghiệp. Mùa giải 2008-09, anh giành được giải thưởng thủ môn xuất sắc nhất mùa giải, đó cũng là danh hiệu cuối cùng anh đạt được. Tổng cộng, Enke đã chơi 180 trận cho Hannover 96. Anh có trận đấu cuối cùng trong sự nghiệp của mình vào ngày 8 tháng 11 năm 2009, trong trận hòa 2–2 trên sân nhà trước Hamburger SV, chỉ hai ngày trước khi anh qua đời.

## Sự nghiệp quốc tế

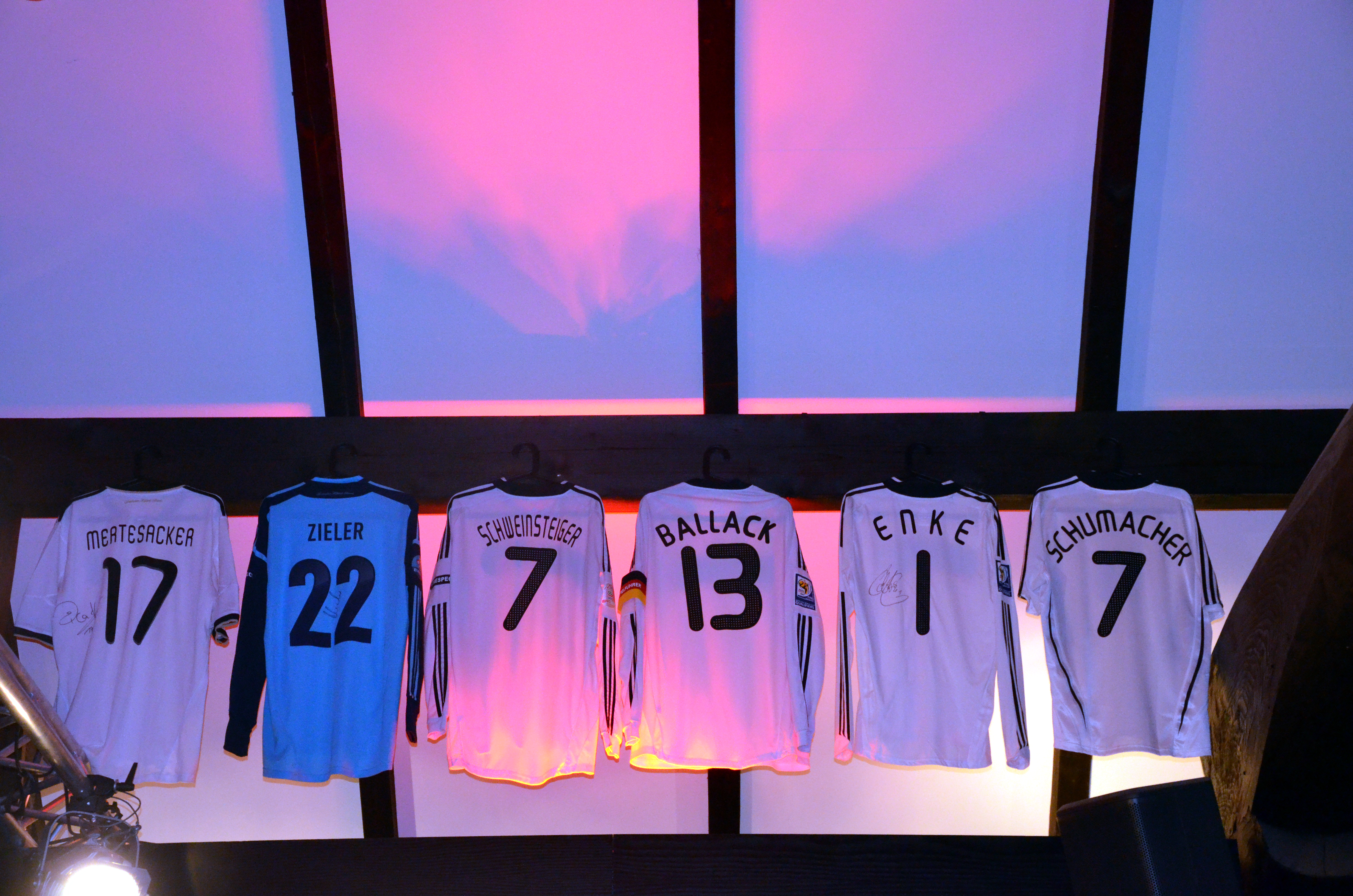
Chiếc áo số 1 của Enke cùng với những cầu thủ Đức khác, được trưng bày tại HDI-Arena, 2013.

Enke lần đầu thi đấu cho đội tuyển quốc gia vào năm 1997, khi anh còn chơi cho Borussia Mönchengladbach, với tổng cộng 15 lần khoác áo đội tuyển U21 quốc gia Đức. Màn trình diễn của anh đã thuyết phục cựu huấn luyện viên đội tuyển quốc gia Erich Ribbeck đưa anh vào đội hình chuẩn bị cho Cúp Liên đoàn các châu lục 1999, mặc dù anh không được thi đấu bất kỳ trận nào của giải.
Sự nghiệp quốc tế của anh bị đình trệ khi anh rời Đức xuất ngoại, và anh không được xem xét một lần nào nữa cho đến khi trở về Bundesliga dưới màu áo Hannover 96. Enke nổi tiếng hơn sau FIFA World Cup 2006, dưới thời Jürgen Klinsmann, mặc dù anh đã bỏ lỡ giải đấu. Enke sau đó đã thành công trong việc có xuất trong đội hình đội tuyển Đức dưới huấn luyện viên mới Joachim Löw, được chọn để thi đấu trận giao hữu với Gruzia và sau đó là trận đấu với Síp khi thủ thành Jens Lehmann bị cúm. Cuối cùng, anh cũng đã có trận ra mắt quốc tế chính thức cho Đức trong trận thua 0-1 trước Đan Mạch ở Duisburg vào ngày 28 tháng 3 năm 2007. Sau trận đấu, anh được chọn vào đội hình tham dự Euro 2008 diễn ra tại Áo và Thụy Sĩ. Enke là một sự thay thế không được đưa vào sân trong suốt giải đấu mà thấy Đức vào đến trận chung kết.
Sau khi thủ thành số một Jens Lehmann giã từ sự nghiệp thi đấu quốc tế từ trước đó tại Euro 2008, Enke đã sẵn sàng để thay thế và được sử dụng trong một số trận vòng loại World Cup 2010. Tuy nhiên, trong tháng 10 năm 2008, anh bị trấn thương xương cổ tay trong khi tập luyện với đội tuyển quốc gia chuẩn bị cho trận vòng loại gặp Nga. Sau khi trải qua phẫu thuật, anh đã phải ngồi ngoài hai tháng, và được thay thế bởi René Adler. Khi trở lại vào tháng 1 năm 2009, anh lại trở thành thủ môn số một của đội tuyển quốc gia Đức.
Vào tháng 9 và 10 năm 2009, Enke không tập luyện trong vài tuần. Lý do gửi đến ban huấn luyện Hannover 96 là do anh bị nhiễm trùng vi khuẩn Campylobacter đường ruột, mặc dù tiết lộ trong cuốn sách của Ronald Reng có tên là A Life Too Short: The Tragic Story of Robert Enke rằng điều đó chỉ đúng một phần và thực tế là bệnh trầm cảm Enke đã tái phát và ngày càng nghiêm trọng hơn. Anh không trở lại với bóng đá cho đến cuối tháng 10, kết quả là anh không được gọi chuẩn bị tham gia trận giao hữu với Chile, diễn ra khi anh đã qua đời. Trước khi qua đời, Enke được cho vẫn là thủ môn số một của Đức tại World Cup 2010, trước cả ppManuel Neuer]]. Tổng cộng anh có 8 lần khoác áo đội tuyển quốc gia Đức. Trận đấu quốc tế cuối cùng của Enke là vào ngày 12 tháng 8 năm 2009 khi anh giữ sạch lưới trước Azerbaijan.

## Cuộc sống cá nhân
Anh kết hôn với Teresa Reim, cựu vận động viên năm môn phối hợp hiện đại, và có một cô con gái. Cô con gái của anh là Lara bị bệnh tim bẩm sinh (Hội chứng tim trái Hypoplastic). Lara bị điếc bởi tác dụng phụ của những loại thuốc dùng để điều trị tim. Phẫu thuật cấy ghép ốc tai thành công nhưng cô bé đã chết bởi biến chứng dị tật tim. Vào tháng 5 năm 2009, họ đã nhận nuôi một bé gái là Leila. Enke sống cùng gia đình mình trong một trang trại nhỏ ở Empede, gần thị trấn Neustadt am Rübenberge, cho đến khi qua đời vào tháng 11 năm 2009.
Enke và vợ mình tham gia một số chiến dịch bảo vệ động vật, và họ sở hữu nhiều vật nuôi, như là PETA để phản đối ngành công nghiệp lông thú.

## Cái chết

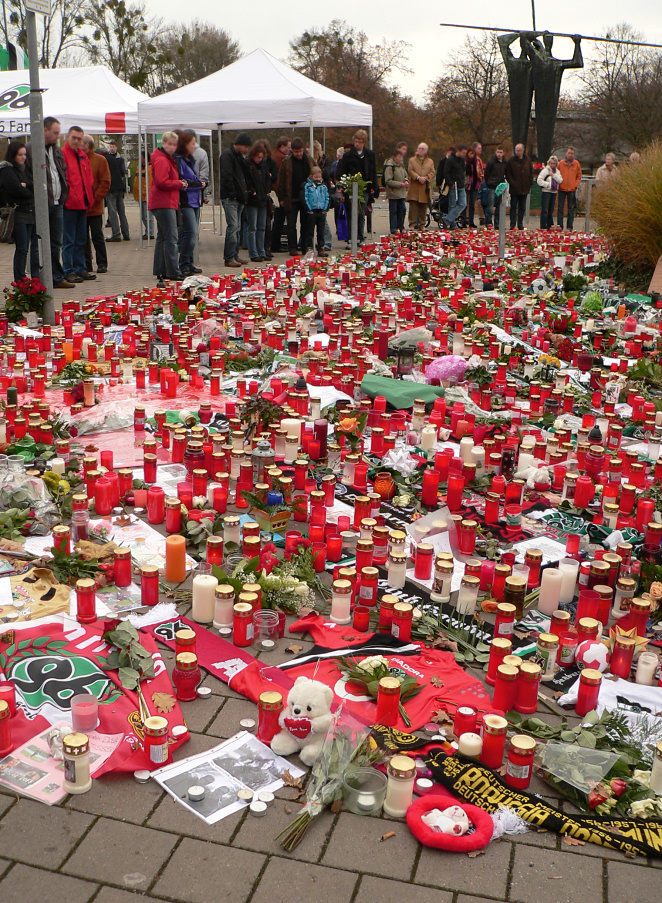
Nến và hoa tại AWD-Arena, Hanover

Vào sáng sớm ngày 10 tháng 11 năm 2009, ở tuổi 32, Enke đã gọi điện cho vợ mình rằng đang đi đến sân tập và anh lái xe đến nhà ga, đứng chờ bên đường ray. Mất phương hướng, buông xuôi, và khi một chiếc tàu chạy đến,anh đã chấm dứt cuộc sống của mình tại tuyến đường ngang đường sắt cao tốc ở Eilvese, Neustadt am Rübenberge. Cảnh sát xác nhận đây là một vụ tự tử nhưng sẽ không công khai chi tiết vụ việc. Vợ của Enke tiết lộ rằng chồng mình mắc bệnh trầm cảm trong 6 năm và đã phải nhờ một bác sĩ tâm thần điều trị. Sau cái chết của cô con gái Lara vào năm 2006, Enke đã phải vật lộn để đương đầu với nỗi đau mất mát quá lớn.
Nhiều người hâm mộ sau đó đã đến sân nhà AWD-Arena của Hannover 96 để đặt hoa, đốt nến và ký tên vào lời chia buồn sau khi nghe tin Enke qua đời. Câu lạc bộ cũ của Enke là Barcelona cũng đã tổ chức một phút mặc niệm trước trận đấu của họ tối hôm đó, và một vài trận đấu quốc tế vào cuối tuần sau đó. Đội tuyển quốc gia Đức đã hủy bỏ trận đấu giao hữu với Chile đã được lên lịch vào ngày 14 tháng 11. Một phút mặc niệm cũng được tổ chức tại tất cả các trận đấu của Bundesliga trong hai ngày 21-22 tháng 11 năm 2009 và tại trận đấu của Benfica tại Cúp quốc gia Bồ Đào Nha. Đức cũng hủy bỏ một buổi tập huấn theo kế hoạch và tất cả các cuộc phỏng vấn sau khi anh qua đời. Oliver Bierhoff, giám đốc kinh doanh của đội tuyển quốc gia cho biết: "Tất cả chúng tôi đều bị sốc. Chúng tôi không nói lên lời."
Vào ngày 15 tháng 11 năm 2009, gần 40.000 người tham dự tang lễ của Enke tại sân vận đông AWD-Arena. Quan tài của Enke được phủ bởi hoa hồng trắng, được đưa bởi sáu đồng đội của anh tại Hannover 96. Thi hài của Enke sau đó đã được an táng tại nghĩa trang Neustadt, ngoại ô Hannover, bên cạnh phần mộ của cô con gái Lara. Như là một sự thể hiện lòng tôn trọng đối với đồng đội quá cố, các cầu thủ của Hannover 96 đã cài một vòng tròn trên ngực áo đã được DFL cho phép, trong khi thi đấu tất cả các trận đấu còn lại của năm Bundesliga mùa giải 2009–10.
Cuộc đời của anh sau đó đã được nhà báo Ronald Reng viết lại trong cuốn tiểu sử A Life too Short: The Tragedy of Robert Enke (tạm dịch là "Một cuộc đời quá ngắn: Bi kịch của Robert Enke") năm 2011, được giải thưởng Sách thể thao năm của William Hill. Quỹ Robert Enke cũng đã được thành lập chủ yếu để giúp các cầu thủ bóng đá chống lại căn bệnh trầm cảm.